# アリーナ・アスタフェイ
アリーナ・アスタフェイ（Alina Astafei 1969年6月7日 - ）(1995年までは ガリーナ・アスタフェイ(Galina Astafei)はルーマニアのブカレスト出身のドイツの元陸上競技選手。専門は走高跳。
1988年に自身初の2m00cmの記録を出した。1992年のバルセロナオリンピックで2m00cmを跳んで銀メダルを獲得した。自己ベストは1995年に出した2m01cm（屋外）、2m04cm（屋内）。
1995年1月9日、ルーマニア陸上連盟を脱退し、同年3月1日にドイツの市民権を得た。その後、1995年から1997年は「USCマインツ」、1998年からは「MTG 1899マンハイム」に所属した。

## 主な記録
- 1986年 世界ジュニア選手権2位(1.90m)
- 1987年 ヨーロッパジュニア選手権優勝(1.88m)
- 1988年 ソウルオリンピック5位(1.88m)、世界ジュニア選手権優勝(2.00m)
- 1989年 ワールドカップファイナル3位(1.94m)、ヨーロッパカップファイナル優勝(2.00m)
- 1992年 バルセロナオリンピック銀メダル(2.00m)、ワールドカップファイナル2位(1.91m)
- 1993年 世界陸上選手権シュトゥットガルト大会4位(1.94m)、ヨーロッパカップファイナル優勝(2.00m)
- 1995年 世界陸上選手権ヨーテボリ大会2位(1.99m)、ヨーロッパカップファイナル優勝(2.00m)
- 1996年 アトランタオリンピック5位(1.96m)、ヨーロッパカップファイナル優勝(1.98m)
- 1997年 世界陸上選手権アテネ大会3位(1.95m)
- 1998年 ヨーロッパ選手権3位(1.95m)ワールドカップファイナル6位(1.90m)、ヨーロッパカップファイナル2位(1.95m)
- 2001年 ヨーロッパカップファイナル優勝(1.89m)